# Mügeln
Mügeln é um município da Alemanha, situado no distrito da Saxônia do Norte, no estado da Saxônia. Tem 54,95 km² de área, e sua população em 2019 foi estimada em 5.872 habitantes.